# Marino Cattedra
Marino Cattedra (ur. 15 lutego 1965 w Bitritto) – włoski judoka. Dwukrotny olimpijczyk. Zajął 35. miejsce w Seulu 1988 i dziewiąte w Barcelonie 1992. Startował w wadze ekstralekkiej.
Uczestnik mistrzostw świata w 1987 i 1989. Startował w Pucharze Świata w latach 1989, 1990, 1991. Brązowy medalista mistrzostw Europy w 1991, a także igrzysk śródziemnomorskich w 1993 i 1997. Zdobył sześć medali na MŚ wojskowych, w tym złoty w 1994 roku.

## Letnie Igrzyska Olimpijskie 1988
| Konkurencja | Eliminacje          | Klas. końcowa |
| Konkurencja | Przeciwnik I        | Miejsce       |
| ----------- | ------------------- | ------------- |
| 60 kg       | József Csák (HUN) P | 35.           |

## Letnie Igrzyska Olimpijskie 1992
| Konkurencja | Eliminacje            | Eliminacje           | Eliminacje             | Repasaże            | Repasaże                    | Klas. końcowa |
| Konkurencja | Przeciwnik I          | Przeciwnik II        | Przeciwnik III         | Przeciwnik I        | Przeciwnik II               | Miejsce       |
| ----------- | --------------------- | -------------------- | ---------------------- | ------------------- | --------------------------- | ------------- |
| 60 kg       | Luis Martínez (PUR) Z | Antoni Molné (AND) Z | Nazim Hüseynov (EUN) p | Orlin Rusew (BGR) Z | Daszgombyn Battulga (MGL) P | 9.            |